# Jan Antoni Biernacki

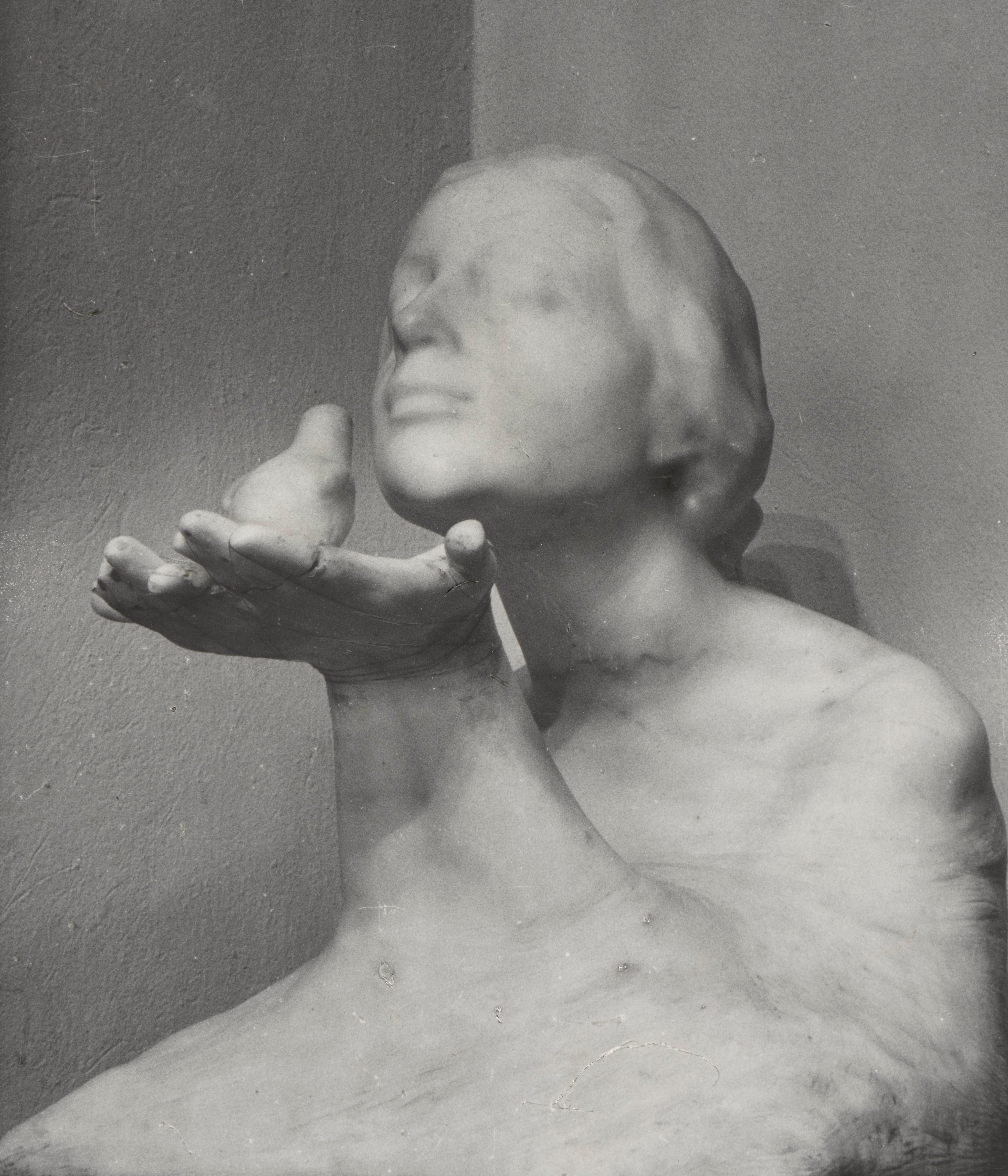
Dziewczyna z kurczęciem

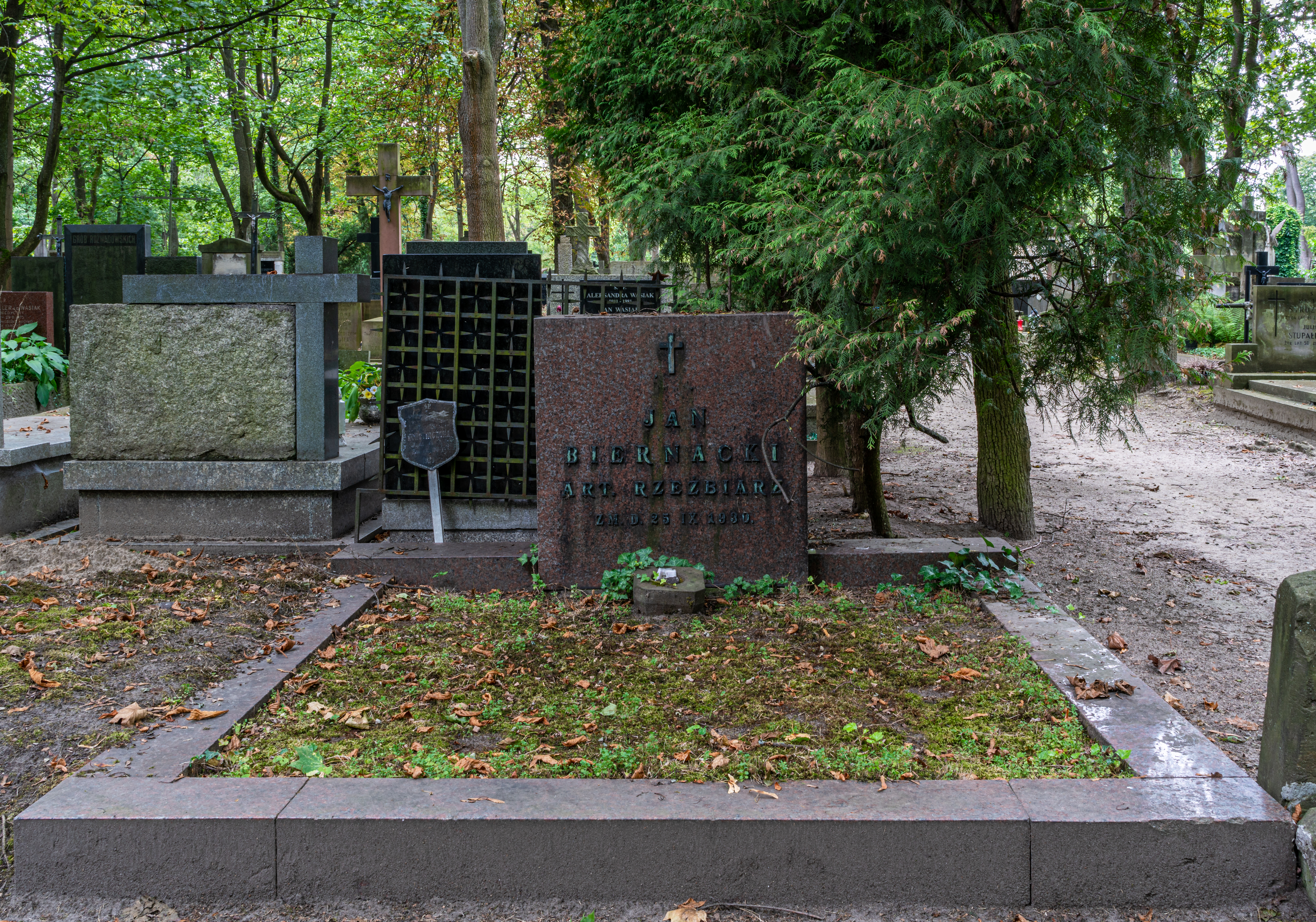
Grób Jana Antoniego Biernackiego na cmentarzu Powązkowskim

Jan Antoni Biernacki (ur. 1879 w Warszawie, zm. 25 września 1930 w Otwocku) – polski rzeźbiarz, medalier i rysownik. 

## Życiorys
Studiował malarstwo w latach 1894–1900 w warszawskiej Szkole Rysunkowej w  pracowniach Wojciecha Gersona, Adama Badowskiego i Jana Kauzika. Równocześnie studiował rzeźbiarstwo u Antoniego Olesińskiego (1855–1904), autora wielu nagrobków na cmentarzu Powązkowskim.
Kontynuował studia 1903–1909 we Włoszech i w Paryżu.
Po powrocie do Warszawy założył własną pracownię, w roku 1919 został mianowany profesorem modelowania w Miejskiej Szkole Sztuk Zdobniczych. Został też kustoszem Państwowych Zbiorów Sztuki.
Od roku 1895 uczestniczył w wystawach Towarzystwa Zachęty Sztuk Pięknych w Warszawie.
W maju 1921 odsłonięto w Warszawie na placu Wareckim (przemianowanym na plac Napoleona) pomnik Napoleona Bonaparte. Pomnik przetrwał tylko dwa lata i został zastąpiony popiersiem dłuta Michała Kamieńskiego ustawionym przy ulicy Koszykowej 79, na terenie Wyższej Szkoły Wojennej.
Zajmował się głównie rzeźba portretową i animalistyczną. 
Spoczywa na cmentarzu Powązkowskim w Warszawie (kwatera 97-1-1/2).

## Rzeźby (wybór)
- Dziewczyna z kurczęciem (1905)
- Wielbłądy (1910)
- Egipcjanka (1922)
- Portret Aleksandra Wielopolskiego
- Portret Bogumiła Lindego.